# Dobrowo Białogardzkie
Dobrowo Białogardzkie – zlikwidowany przystanek kolei wąskotorowej (Białogardzka Kolej Dojazdowa) w Dobrowie, w województwie zachodniopomorskim, w Polsce.